# Липоводолинська селищна територіальна громада
Липоводолинська селищна територіальна громада — територіальна громада в Україні, в Роменському районі Сумської області. Адміністративний центр — селище Липова Долина.
Утворена 5 березня 2019 року шляхом об'єднання Липоводолинської селищної ради та Байрацької, Беївської, Берестівської, Калінінської, Кімличанської, Лучанської, Московської, Панасівської, Русанівської, Семенівської, Яганівської, Яснопільщинської сільських рад Липоводолинського району.
19 липня 2020 року, в результаті адміністративно-територіальної реформи та ліквідації Липоводолинського району, громада увійшла до складу новоутвореного Роменського району.

## Населені пункти
До складу громади входять 2 селища (Липова Долина, Суха Грунь) і 38 сіл: Аршуки, Байрак, Беєве, Берестівка, Бугаївка, Бухалове, Весела Долина, Веселе, Воропаї, Галаївець, Грабщина, Довга Лука, Долинське, Іванівка, Кімличка, Коцупіївка, Куплеваха, Легуші, Липівка, Липівське, Лучка, Макіївське, Масонів, Мельникове, Мирне, Новосеменівка, Олещенкове, Панасівка, Побиванка, Русанівка, Семенівка, Столярове, Стягайлівка, Хоменкове, Чирвине, Яганівка, Яловий Окіп, Яснопільщина.